# Chalcionellus orobitis
Chalcionellus orobitis är en skalbaggsart som först beskrevs av Lewis 1888.  Chalcionellus orobitis ingår i släktet Chalcionellus och familjen stumpbaggar. Inga underarter finns listade i Catalogue of Life.